# Dobroești
Dobroești község és falu Ilfov megyében, Munténiában, Romániában. A hozzá tartozó település: Fundeni.

## Fekvése
A megye középső részén található, a megyeszékhelytől, Bukaresttől, kilenc kilométerre keletre, a Colentina folyó bal partján.

## Története
A 19. század végén ez a község még nem létezett, Dobroești ekkor még csak falu volt Ilfov megye Pantelimon-Dobroești járásában, 535 lakossal. A településen volt egy iskola és egy templom. Fundeni falu ekkor Colentina-Fundeni községhez tartozott, 279 lakossal. Ezen településen volt egy vízimalom és egy templom.
A községet 1946-ban hozták létre, miután Dobroești kivált Pantelimon-Dobroești községből.
1950-ben közigazgatási átszervezés alapján, a 23 August rajonhoz került és ekkor helyezték az irányítása alá Fundeni falut is, miután megszüntették Colentina-Fundeni községet, melynek a többi területét Bukaresthez csatolták.
1968-ban ismét megyerendszert vezettek be az országban, a község ekkor közvetlenül Bukarest irányítása alatt állt. 1981-től az Ilfovi Mezőgazdasági Szektor része lett, egészen 1998-ig, amikor ismét létrehozták Ilfov megyét.

## Lakossága
| Nemzetiségek        | 2002 | 2002   |
| ------------------- | ---- | ------ |
| Románok             | 6525 | 99,02% |
| Romák               | 53   | 0,80%  |
| Magyarok            | 1    | 0,01%  |
| Ukránok             | 1    | 0,01%  |
| Kínaiak             | 1    | 0,01%  |
| Bolgárok            | 1    | 0,01%  |
| Törökök             | 1    | 0,01%  |
| Egyéb nemzetiségűek | 1    | 0,01%  |
| Nem nyilatkozott    | 5    | 0,07%  |
| Összesen            | 6589 | 100,0% |